# Thomaskerk (Erfurt)
De Thomaskerk (Duits: Thomaskirche) is een neogotisch protestants kerkgebouw aan de Schillerstraße in Erfurt, Thüringen.

## Voorgeschiedenis

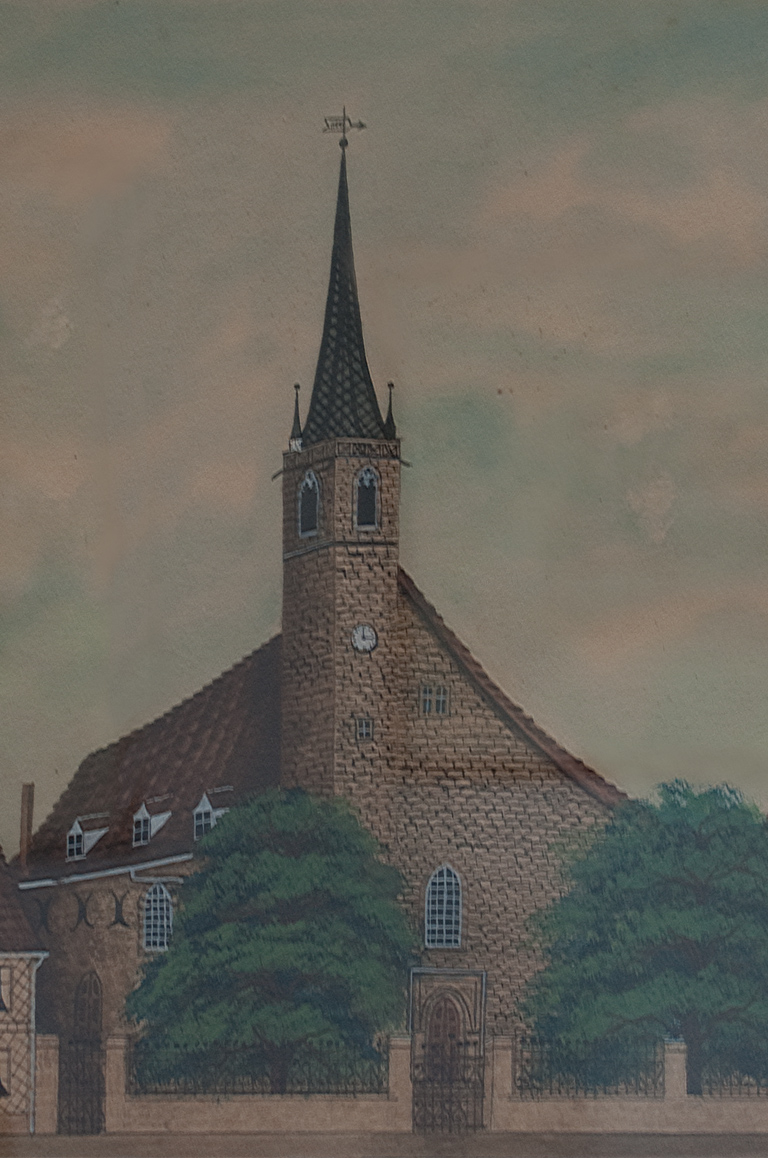
De oude Thomaskerk

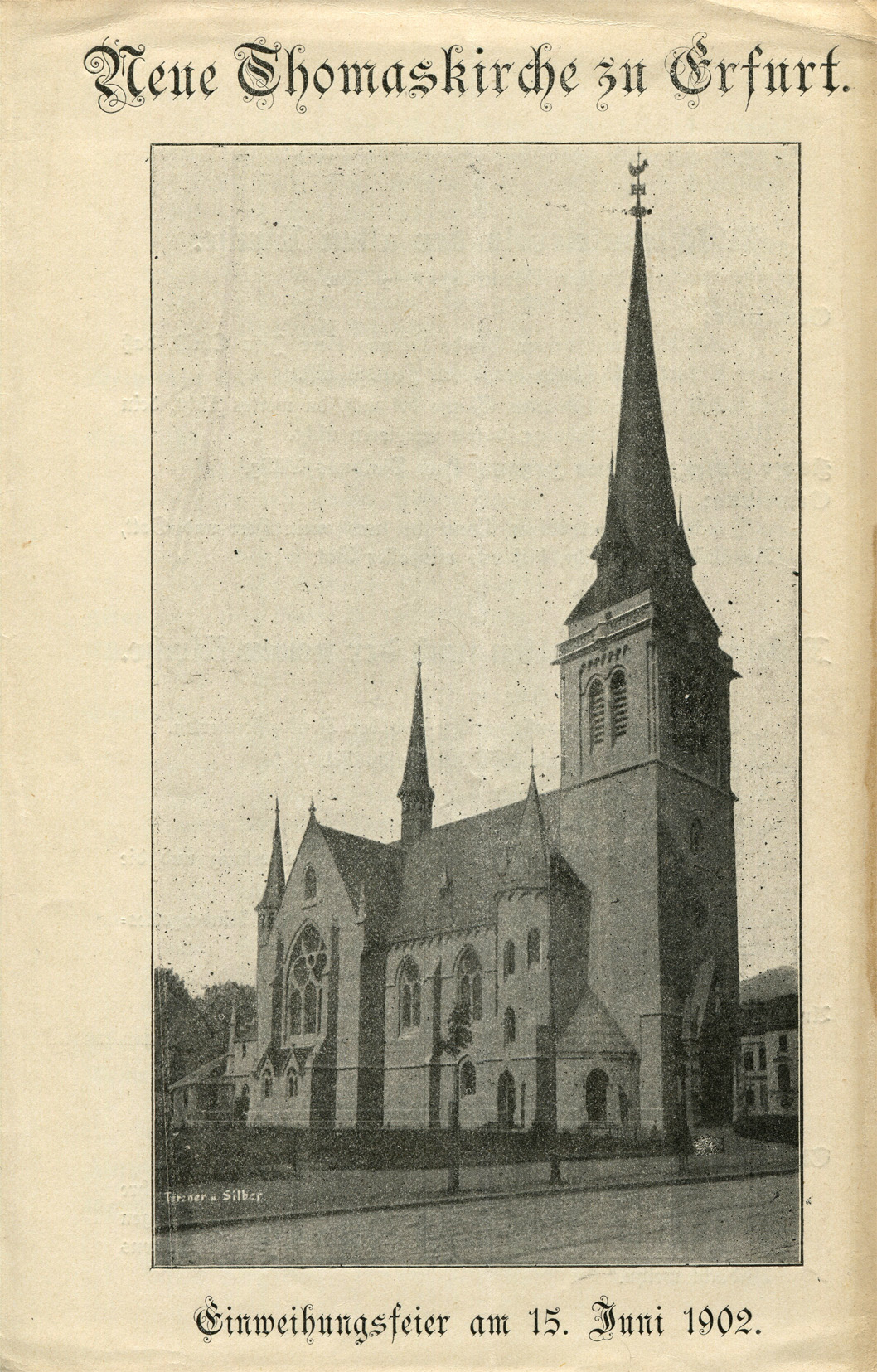
De kerk op de voorkant van de inwijdingsliturgie (1902)

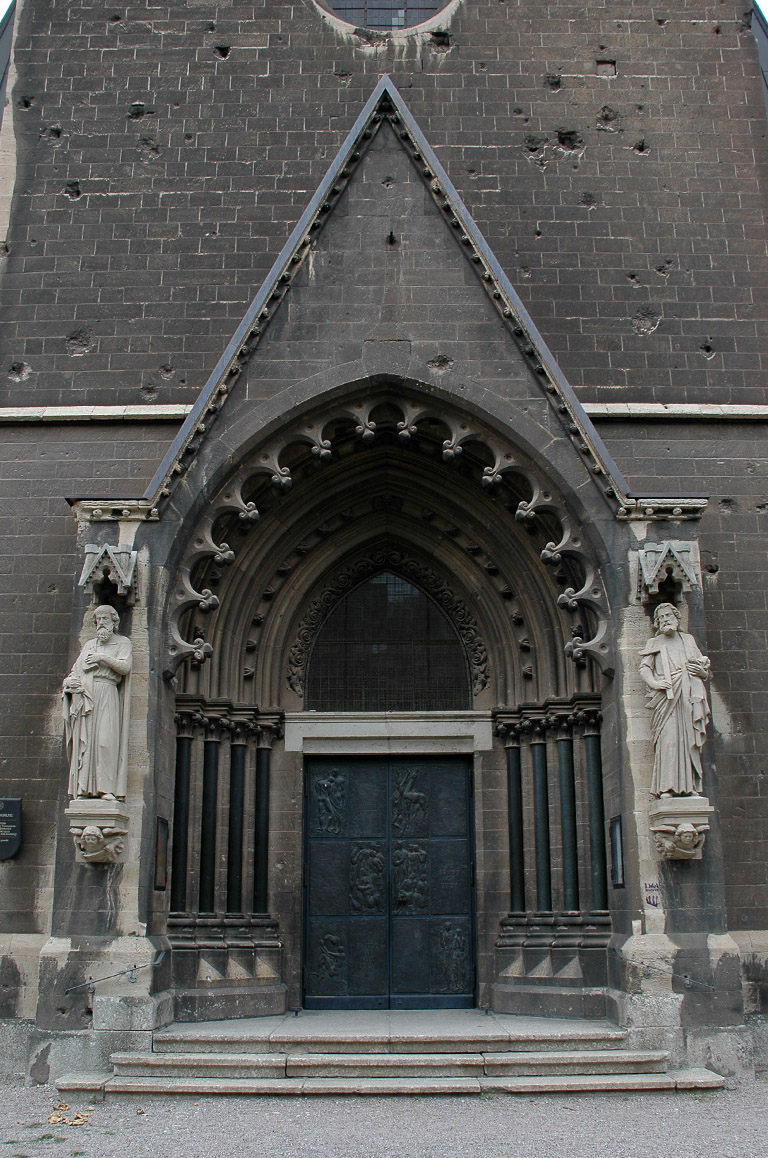
Het zuidelijk portaal met de muurbeschadiging van de bombardementen in 1945 (2007)

De voorganger van de huidige kerk was een gotische zaalkerk op de hoek van de Löberstraße en de Rosengasse en diende tot de afbraak in 1903 als het kerkgebouw van de protestantse gemeente van het stadsdeel Löbervorstadt. De Thomasgemeente bestreek tot de ontmanteling van de stadsversterkingen in 1872 een deel van zowel het binnen- als het buitenmuurse zuiden van de stad. Tijdens de middeleeuwen waren het vooral arme mensen die hier woonden, waaronder dragers en leerlooiers. De Thomaskerk werd daarom nooit een rijke kerk en behoorde tot de kleinste kerken van de stad met een eenvoudige architectuur zonder veel indrukwekkend kerkmeubilair. Het kerkgebouw behoorde eveneens tot de weinige kerken van Erfurt die noch door stadsbranden, noch door bouwvalligheid grote veranderingen moest ondergaan. Na de ontmanteling van de stadsmuren groeide de stad in zuidelijke richting. De grootschalige nieuwbouw trok welgestelden en de kleinste en armste gemeente groeide uit tot de grootste en rijkste gemeente. De veranderingen brachten mee dat de kerk te klein werd en dat de kerkleden een representatiever kerkgebouw wensten.

## Nieuwbouw
Na de eerstesteenlegging voor de nieuwe kerk op 29 april 1900 werd onder leiding van de predikant Alfred Fritzsche en de Hannoverse architect Rudolph Eberhard Hillebrand begonnen met de neogotische nieuwbouw in een parkvoorziening aan de Schillerstraße. De bouw kostte slechts twee jaar en op 15 juni 1902 kon de nieuwe Thomaskerk met plaats voor circa 1100 gelovigen worden ingewijd. Een jaar later werd de oude Thomaskerk gesloopt. Tevoren had men de waardevolle voorwerpen, zoals een altaarretabel uit 1445 en een sacramentshuisje nog uit de oude kerk verwijderd. Op de plaats van de gesloopte kerk (tegenwoordig Löberstraße 18) vond een meerdere verdiepingen tellende nieuwbouw plaats dat met de naam Haus zum St. Thomas nog aan het voormalige godshuis herinnert. In het begin van de jaren 1930 werd het in de 19e eeuw overschilderde retabel door de conservator Albert Leusch uit Halle an der Saale in de oorspronkelijke toestand hersteld. De nieuwe klokken van de kerk met de namen Luther, Thomas en Christus werden gegoten van het gietsel van de oude klokken, maar moesten in 1917 worden afgegeven. In 1926 kreeg de kerk nieuwe klokken, maar daarvan moesten de grotere weer tijdens de Tweede Wereldoorlog worden ingeleverd, zodat tot in de jaren 1950 alleen de kleine Lutherklok overbleef.
In de ochtend van 31 maart 1945 werd het centrum en zuidelijke stadsgebied van Erfurt zwaar getroffen door Amerikaanse bombardementen. Het oostelijke kerkschip van de Thomaskerk werd geraakt door een bom, die het dak, de buitenmuur, de gewelven, de galerijen, het grote Walcker-orgel en de beschildering zwaar beschadigde. Daarnaast gingen alle kerkvensters en het beeld van Christus boven het portaal verloren. Uit interne stukken van de United States Army Air Forces (USAAF) zou later blijken dat deze luchtaanval oorspronkelijk voor de stad Gotha was bedoeld, maar wegens het slechte zicht op deze dag werd het doel gewijzigd.
Door de zware schade kon de kerk niet meer worden gebruikt en werden de erediensten verplaatst naar de oud-lutherse Christuskerk aan de Tettaustraße. Ondanks de moeilijke omstandigheden werd de kerk naar een ontwerp van de architecten Theo Kellner en Karl Tetzner hersteld en op 24 september 1950 opnieuw ingewijd. Het interieur van de kerk werd op zeer eenvoudige wijze geschilderd, maar het oude altaarretabel, dat tot dusverre nooit in de kerk was opgesteld, kreeg nu een plaats in het koor. In de jaren 1947-1956 werden nieuwe vensters ingebracht, een nieuwe deksel voor het doopvont en een nieuw altaarkruis. Op 15 maart 1957 werden vier nieuwe staalklokken uit Apolda geleverd, die de namen Christus, Thomas, Luther en Menius dragen. De grootste klok moest wegens een scheur in 1959 echter weer worden verwijderd, maar werd drie jaar later vervangen. In 1974 werden twaalf bronzen reliëfplaquettes  naar een ontwerp van de Berlijnse beeldhouwer Werner Stötzer voor de deur van het hoofdportaal gegoten dankzij een gift van de predikanten Johannes Mefbus en Kurt Pohl. De plaquettes konden echter pas jaren later worden aangebracht. Op 21 december 1998, op de feestdag van de apostel Thomas, volgde de inwijding van het nieuwe hoofdportaal. Ook het in 1950 gebouwde orgel kon pas in 1993 door de orgelbouwer Alexander Schuke uit Potsdam worden voltooid en behoort sindsdien tot de grootste orgels in Erfurt.
In de DDR-tijd werd er aan de kerk wegens het gebrek aan bouwmaterialen weinig onderhoud gepleegd. Hierdoor raakte het dak ernstig in verval, hetgeen dankzij materiaaldonaties vanuit de Bondsrepubliek werd hersteld. In 1994 werd de Freundeskreis Thomaskirche Erfurt e. V. gesticht, die zich inzette voor verdere renovaties van het kerkgebouw. In januari 2000 werd het dichtgemetselde 4,5 meter hoge roosvenster aan de noordelijke muur worden hersteld. Verder werd het interieur opnieuw beschilderd en werd de altaarruimte voor het koor en orkesten vergroot. In 2003 volgde de renovatie van de kapel en onder de paraplu van de Freundenkreis de oprichting van de Thomasstiftung. Deze nieuwe stichting organiseert muzikale optredens voor de kerk.

## Inrichting

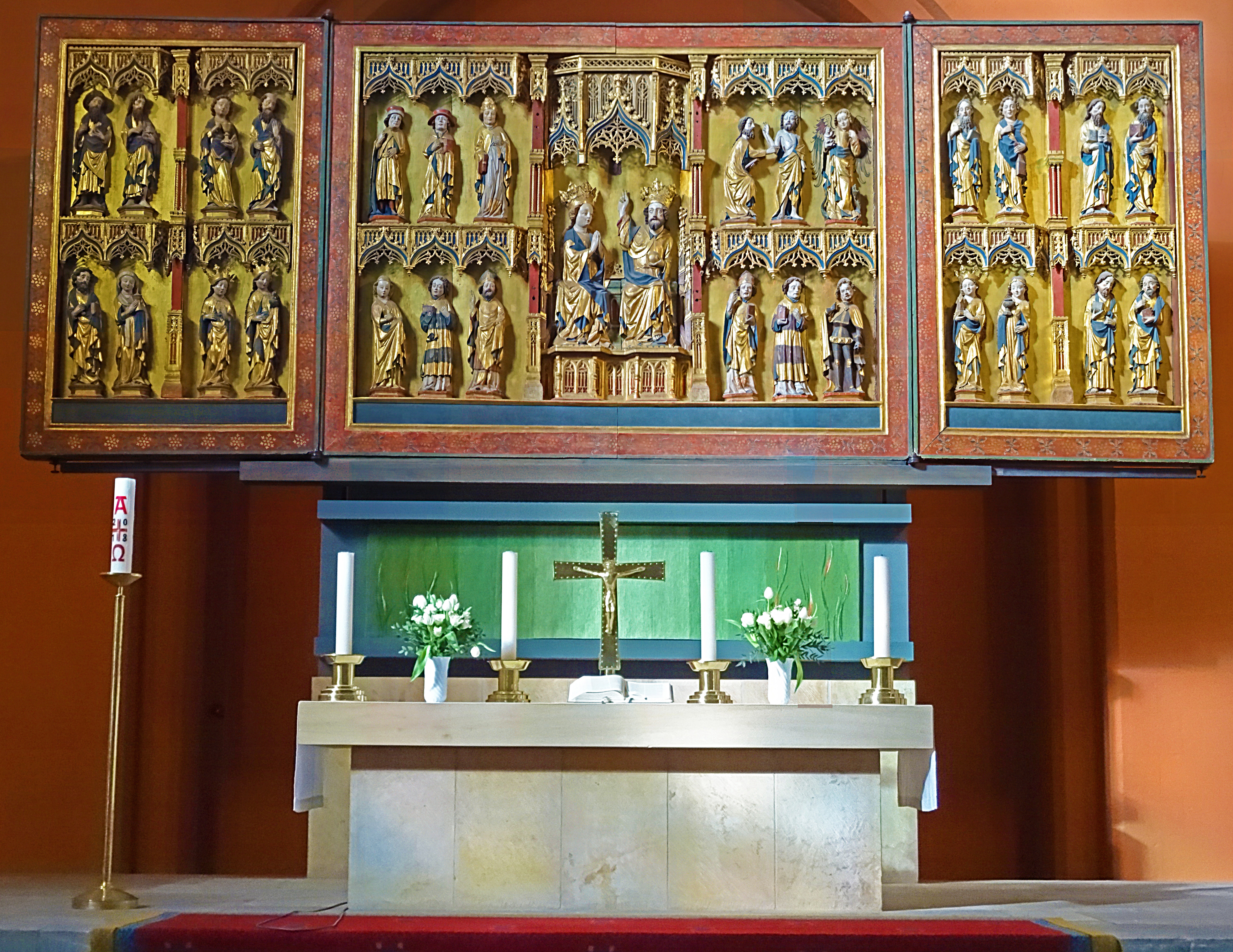
Altaar

De Thomaskerk is een eenschepige, kruisvormige kerk in de stijl van de neogotiek. De kerk heeft een lengte van 51,2 meter 28 meter breed. Het zadeldak heeft een hoogte van 25,6 meter en de muren zijn van bakstenen gemetseld en met kalksteen ommuurd. In het zuiden staat de 72 meter hoge toren, het is een van de hoogste torens van de Erfurter kerken. In de toren hangen vier klokken en de afsluiting wordt gevormd door een achthoekige met koper gedekte spits. In tegenstelling tot veel andere kerken bevindt het hoofdaltaar zich in het noorden. Aan de noordelijke kant zijn een kapel en een kerkzaal aangebouwd. Het zuidelijke geprofileerde hoofdportaal wordt ook het Thomasportaal genoemd en geflankeerd door de beelden van Paulus (links) en Thomas (rechts) onder een baldakijn. Oorspronkelijk bevond zich boven het portaal het beeld van Christus, dat bij de bomaanslag in 1945 verloren ging. De deur van het hoofdportaal bevat twaalf velden, waarin zich steeds een bronzen reliëf bevindt met een scène uit het leven van de apostel Thomas.
Tot de grootste kunstwerken van de Thomaskerk wordt het drieluik van 6 meter breed en 2,3 meter hoog uit 1445 gerekend. In het midden van het retabel wordt de Kroning van Maria door Christus en in de bovenste rij rechts daarvan de ontmoeting van Thomas en Christus voorgesteld. Sinds de restauratie zijn de vleugels weer beweegbaar. Op de rugzijde zijn scènes uit de lijdensgeschiedenis van Christus weergegeven die te zien zijn als de vleugels tijdens de lijdensweken gesloten worden. Links van het altaar aan de oostelijke muur bevindt zich uit de oude kerk een sacramentshuisje uit 1440 en rechts aan de westelijke muur een reliëf van de apostel Thomas uit 1440.

## Orgel

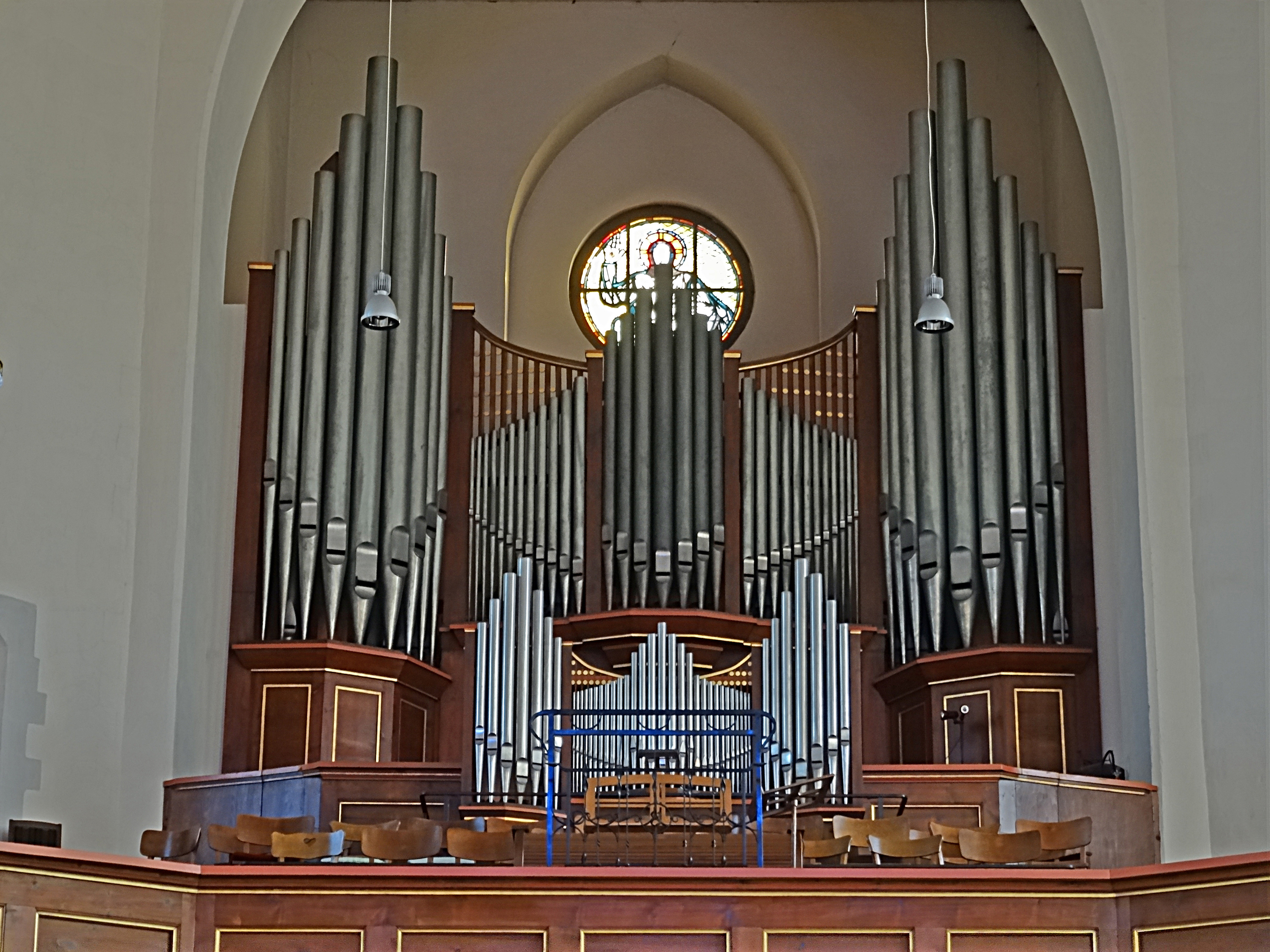
Schuke-Orgel

Voor de Tweede Wereldoorlog bezat de kerk een groot orgel van de gerenommeerde orgelbouwer Eberhard Friedrich Walcker uit Ludwigsburg met 74 klinkende registers. Het bombardement van 1945 verwoestte het hele orgel en het huidige instrument werd in verschillende fases door Alexander Schuke uit Potsdam gebouwd. Het orgel bezit 57 registers, de speeltracturen zijn mechanisch en de registertracturen  pneumatisch.

## Afbeeldingen

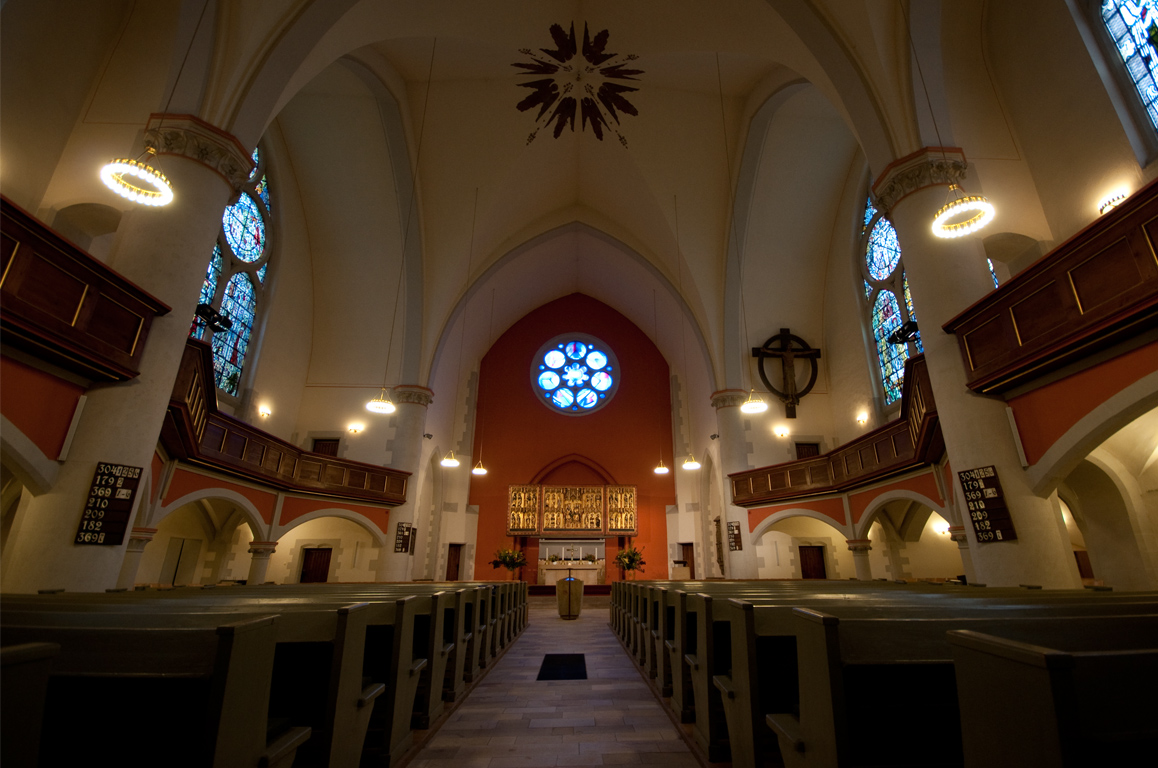
Interieur richting noorden
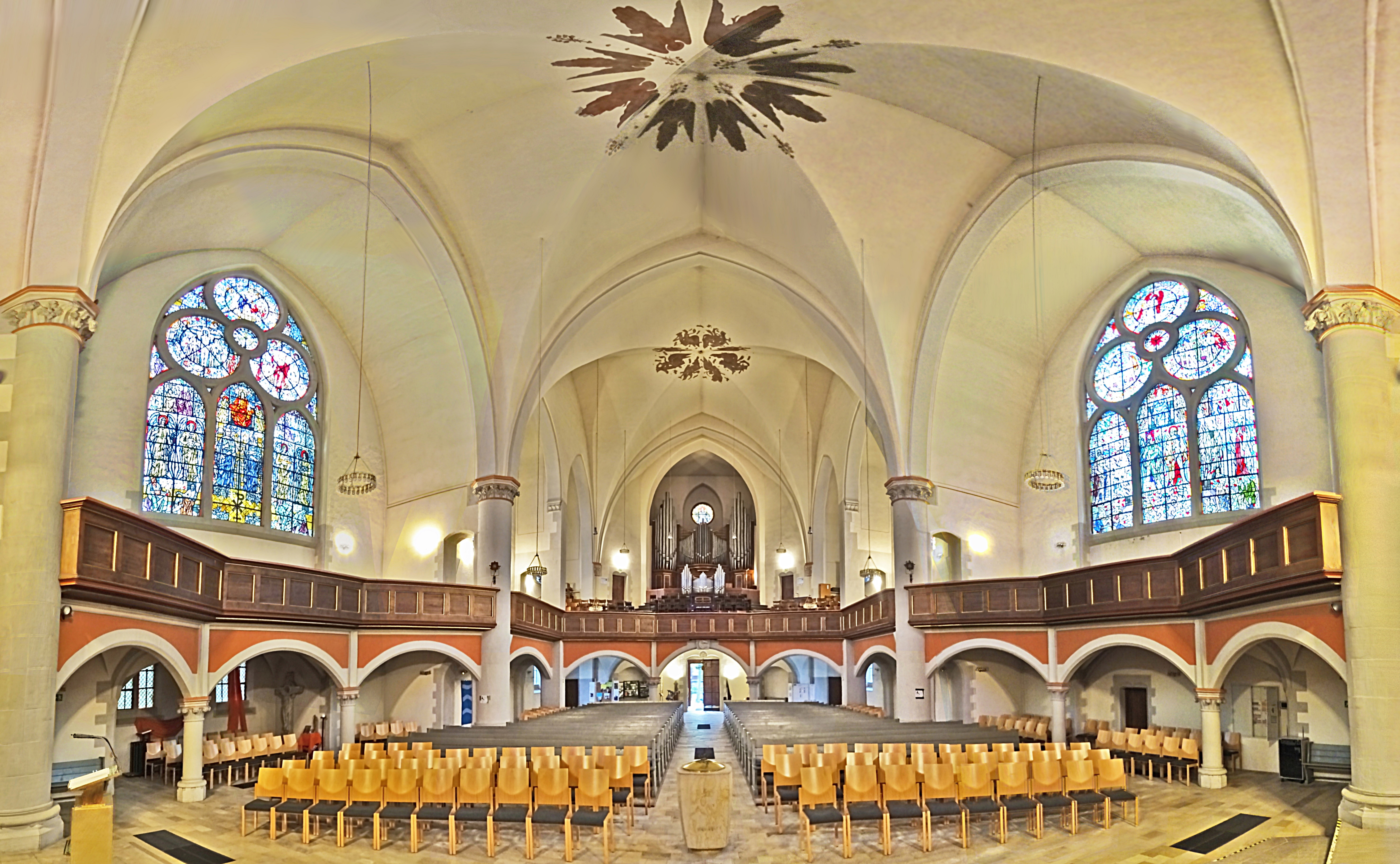
Interieur richting zuiden
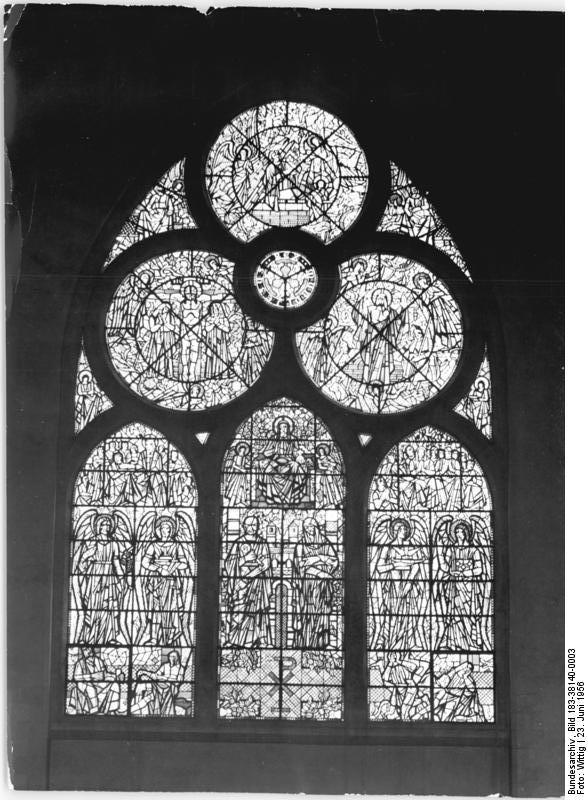
Vensters van Karl Völker
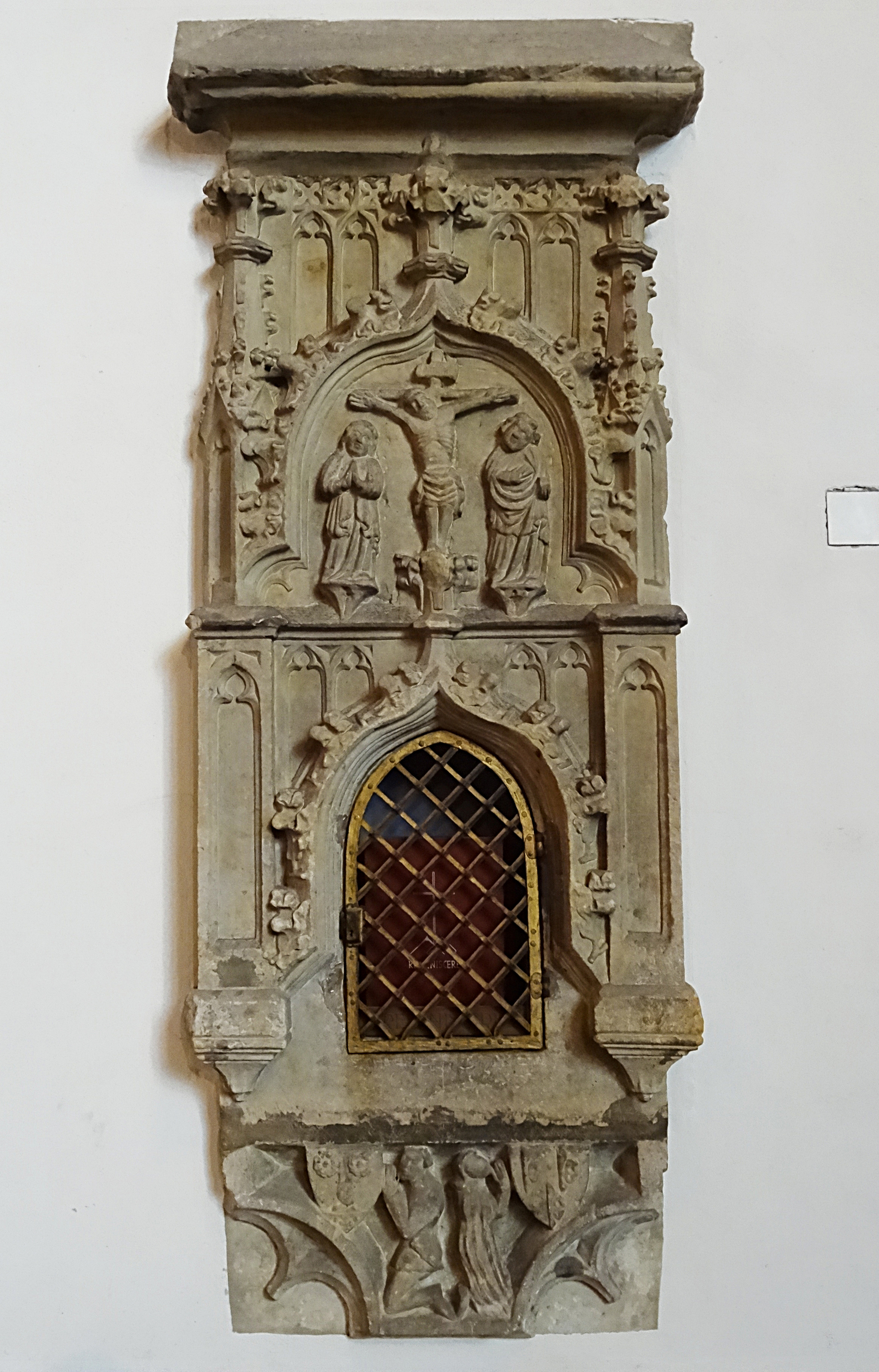
Sacramentshuisje